# Clara Betner
Clara Betner, nota anche con lo pseudonimo di Clara Tiffi Bötner (Venezia, 30 maggio 1922 – Crespano del Grappa, 19 agosto 2012), è stata un mezzosoprano italiano di origine georgiana (Tiffi da Tiflis o Tiblisi).

## Biografia
Nata da una famiglia modesta nella Parrocchia della Madonna dell'Orto del sestiere di Cannaregio in Venezia dimostrò presto la sua inclinazione per la musica e per il canto. Si affidò poi alle cure dell'insegnante Olga Bagagiolo Mojoli, che era stata collega ed amica della Toti Dal Monte. Le prime scritture riguardarono una serie di concerti in Germania per i militari, i prigionieri di guerra ed i feriti. Sul finire della guerra sposò, nella chiesa del manicomio e durante un bombardamento, il maestro Antonio Bötner, compositore di musica operistica, dal quale ebbe due figli. Gli anni '50 e '60 furono densi di impegni ed ebbe la ventura di cantare assieme ad interpreti di prima grandezza:
- Maria Meneghini Callas (Medea al Teatro alla Scala, 1953)
- Franco Corelli (Boris al Teatro dell'Opera di Roma nel 1952; Enea e Carmen al Teatro dell'Opera di Roma nel 1953; Carmen al Teatro La Fenice di Venezia nel 1956; André Chénier al Teatro Massimo di Palermo nel 1957 e nel 1961; André Chénier al Teatro La Fenice di Venezia nel 1961)
- Magda Olivero (Madama Butterfly e Rigoletto a Pistoia nel 1953; Adriana Lecouvreur a Bergamo nel 1966)
- Giulietta Simionato (La Cenerentola a Wiesbaden e Saarbrücken nel 1955; Le nozze di Figaro a Bologna nel 1955; Mignon a Lisbona nel 1954; Carmen a Venezia nel 1956)

L'estensione vocale e la coloritura le consentivano di affrontare agevolmente parti scritte per contralto come pure per soprano lirico-drammatico.
Il carattere volitivo temperato da una profonda modestia facevano sì che si presentasse, puntualissima ed ansiosa di imparare alle prove di Madama Butterfly, che aveva interpretato più di centoquaranta volte.
Furono i problemi di famiglia a farle troncare la carriera.

## Carriera lirica
- 1951-Catania-Suor Angelica
- 1952-Caracalla-Madama Butterfy (Suzuki)
- 1952-Roma-Boris Godunov (Fëdor)
- 1952-Roma-Otello (Emilia)
- 1952-Catania-L'amico Fritz (Beppe)
- 1952-Bari-Faust (Siebel)
- 1952-Livorno-Parisina
- 1953-Milano-Leonore
- 1953-Milano-Medea (sorella)
- 1953-Milano-Rigoletto (Giovanna)
- 1953-Rimini-Faust (Siebel)
- 1953-Roma-Carmen (Mercedes)
- 1953-Roma-Enea (sacerdotessa)
- 1953-Roma-Faust (Siebel)
- 1953-Roma-Fedora
- 1953-Roma-Lodoletta (la pazza)
- 1953-Roma-Macbeth (strega)
- 1953-Roma-Otello (Emilia)
- 1953-Pistoia-Madama Butterfly (Suzuki)
- 1953-Pistoia-Rigoletto (Maddalena)
- 1954-Bologna-Boris Godunov (Fëdor)
- 1954-Bologna-Thaïs (Albine)
- 1954-Lisbona-Mignon (Frédéric)
- 1954-Lisbona-Boris Godunov (Fëdor)
- 1954-Lisbona-Don Chisciotte
- 1954-Brescia-Madama Butterfly (Suzuki)
- 1955-Barcelona-Cavalleria rusticana
- 1955-Bologna-Le Nozze di Figaro (Marcellina)
- 1955-Wiesbaden-La Cenerentola (Tisbe)
- 1955-Saarbrücken-La Cenerentola (Tisbe)
- 1955-Palermo-Francesa da Rimini (Altichiara)
- 1955-Palermo-Parsifal (terzo fiore)
- 1955-Palermo-Salomé (paggio di Erodiade)
- 1955-Cagliari-Madama Butterfly (Suzuki)
- 1955-Lisbona-Il Tabarro/Suor Angelica/Gianni Schicchi
- 1956-Venezia-Barbiere di Siviglia (Berta)
- 1956-Venezia-Carmen (Mercedes)
- 1956-Venezia-Mavra (la vicina)
- 1956-Venezia-Maria Egiziaca
- 1956-Venezia-Cavalleria rusticana (Lola)
- 1956-Ascoli (piazza)-Rigoletto (Giovanna)
- 1956-Palermo-Cavalleria rusticana (Lola)
- 1956-Palermo-La forza del destino (Preziosilla)
- 1957-Palermo-André Chénier (contessa Coigny)
- 1957-Palermo-Vespri siciliani (Ninetta)
- 1957-Rovigo-Faust (Siebel)
- 1957-Venezia-Barbiere di Siviglia (Berta)
- 1958-Londra-Guglielmo Tell (Edvige)
- 1958-Torino-Barbiere di Siviglia (Berta)
- 1958-Palermo-Carmen (Mercedes)
- 1958-Venezia-Cenerentola (Tisbe)
- 1958-Venezia-Vergilii Aeneis (Venere)
- 1958-Venezia-Pulcinella
- 1959-Napoli-Carmina burana (Nora)
- 1959-Napoli-L'amore delle tre melarance (Ninetta)
- 1959-Bilbao-Teatro Coliseo Albia-Boris Godunov (zarevic Fëdor)
- 1959-Bilbao-Teatro Coliseo Albia-Faust (Siebel)
- 1959-Bilbao-Teatro Coliseo Albia-La Traviata
- 1959-Torino reg. RAI-Faust (Siebel)
- 1959-Livorno-L'amico Fritz (Beppe)
- 1959-Venezia-Lucia di Lammermoor (Alisa)
- 1959-Roma-Otello (Emilia)
- 1959-Modena-Madama Butterfly (Suzuki)
- 1960-Firenze-Rigoletto (Giovanna)
- 1960-Livorno-Lodoletta (la pazza)
- 1960-Venezia-Il turco in Italia (Zaida)
- 1960-Venezia-Nabucodonosor (Fenena)
- 1961-Livorno-il piccolo Marat
- 1961-Livorno-Barbiere di Siviglia (Berta)
- 1961-Torino-André Chénier (contessa Coigny)
- 1961-Torino-Boris Godunov (Fëdor)
- 1961-Venezia-André Chénier (contessa Coigny)
- 1961-Venezia-Lucrezia (Servia)
- 1961-Venezia-Elektra (ancella)
- 1961-Ginevra-Il Barbiere di Siviglia (Berta)
- 1961-Montecarlo-Madama Butterfly (Suzuki)
- 1962-Catania-Norma
- 1962-Palermo-Adriana Lecouvreur (m.lle Dangeville)
- 1963-Bari-Il cappello di paglia di Firenze
- 1965-Barcelona-Madama Butterfly (Suzuki)
- 1965-Barcelona-Cavalleria rusticana
- 1965-Cagliari-Don Carlo (Tebaldo)
- 1966-Bergamo-Adriana Lecouvreur (m.lle Dangeville)
- 1966-Pesaro-Cenerentola (Tisbe)
- 1966-Catania-Adriana Lecouvreur (m.lle Dangeville)
- 1966-Catania-Maria Antonietta (la Lamballe)
- 1967-Dublino-Madama Butterfly (Suzuki)
- 1967-Napoli-L'amore delle tre melarance (Ninetta)
- 1967-Roma-Madama Butterfly (Suzuki)
- 1967-Catania-Madama Butterfly (Suzuki)
- 1968-Catania-Adriana Lecouvreur (m.lle Dangeville)
- 1973-Venezia-L'annonce faite à Marie
- 1974-Venezia-L'albergo dei poveri (Kvascnia)
- 1974-Venezia-Madama Butterfly (Suzuki)